# جرج زولی
جرج زولی (انگلیسی: George Zoley; ۷ فوریهٔ ۱۹۵۰ – ) کارآفرین اهل یونان است، که در سال ۱۹۸۴ گروه جئو را تأسیس کرد.